# Puerto Ballivián
Puerto Ballivián ist eine Ortschaft im Departamento Beni im Amazonas-Tiefland des südamerikanischen Binnenstaates Bolivien.

## Lage im Nahraum
Puerto Ballivián ist eine Ortschaft im Municipio Trinidad in der Provinz Cercado. Die Gemeinde liegt auf einer Höhe von 155 m am rechten, östlichen Ufer des Río Ibare, der 28 Kilometer flussabwärts in den Río Mamoré mündet.

## Geographie
Puerto Ballivián hat ganzjährig ein tropisch heißes und feuchtes Klima.
Die Jahresdurchschnittstemperatur beträgt 26,2 °C, wobei sich die monatlichen Durchschnittstemperaturen zwischen Juni/Juli mit gut 23 °C und Oktober/Dezember von knapp 28 °C nur wenig unterscheiden (siehe Klimadiagramm Trinidad). Der Jahresniederschlag beträgt fast 2000 mm und liegt somit mehr als doppelt so hoch wie die Niederschläge in Mitteleuropa. Höchstwerten von etwa 300 mm in den Monaten Dezember bis Februar stehen Niedrigwerte von etwa 50 mm im Juli/August gegenüber.

## Verkehrsnetz
Puerto Ballivián liegt in einer Entfernung von elf Straßenkilometern nordwestlich von Trinidad, der Hauptstadt des Departamentos.
Trinidad ist Kreuzungspunkt der nationalen Nationalstraßen Ruta 3 und Ruta 9. Die Ruta 9 durchquert von Norden nach Süden das gesamte bolivianische Tiefland und führt von Trinidad zu der 477 Kilometer südlich gelegenen Metropole Santa Cruz und weiter zur argentinischen Grenze; die Ruta 3 führt in westlicher Richtung ins bolivianische Hochland nach La Paz. Die Straße nach Puerto Ballivián verlässt das Stadtzentrum von Trinidad in nordwestlicher Richtung und führt vorbei am Flughafen in Richtung Loma Suárez. Nach acht Kilometern biegt dann eine Straße nach Westen ab und erreicht Puerto Ballivián nach weiteren drei Kilometern.

## Bevölkerung
Die Einwohnerzahl der Ortschaft ist im vergangenen Jahrzehnt um etwa zwei Drittel angestiegen:
| Jahr | Einwohner   | Quelle       |
| ---- | ----------- | ------------ |
| 1992 | keine Daten | Volkszählung |
| 2001 | 194         | Volkszählung |
| 2012 | 344         | Volkszählung |
| 2024 |             | Volkszählung |